# 塞倫丁區
6°52′08″S 78°08′34″W / 6.8690°S 78.1427°W
塞倫丁區（西班牙語：Distrito de Celendín），是秘魯的一個區，位於該國北部卡哈馬卡大區的塞倫丁省，面積409平方公里，海拔高度2,620米，2005年人口22,476，人口密度每平方公里55人。